# Sankt Andrä-Wördern
Sankt Andrä-Wördern, Avstrija, je občina v okraju Tulln blizu Dunaja v zvezni deželi Spodnja Avstrija.

## Prebivalstvo
Gibanje števila prebivalcev od 1970. let